# 방태영
방태영(方台榮, 1885년 8월 3일 ~ ?)은 일제강점기의 관료 겸 언론인으로, 본적은 서울특별시 종로구 종로6가이다.

## 생애
1897년 3월 2일 관립 수하동(水下洞) 소학교에 입학했으며 1899년 4월 20일 소학교를 졸업했다. 1899년 4월 29일 고등소학교에 입학했고 1902년 1월 16일 사립 철도학교에 입학했다.
1904년 2월 1일 대한제국 경무청 서기 순검으로 임명되었고 1905년 4월부터 1905년 11월까지 북서(北署) 통역으로 근무했다. 1907년 5월 17일부터 7월 15일까지 감옥서 간수장으로 근무했고 같은 해 7월 15일 경무서서(警務西署)에서 근무했다. 1908년 서부경찰서 경부를 역임했고 1916년 11월 29일 대정친목회 간사로 임명되었다.
1919년 8월 29일부터 1921년 3월 2일까지 조선총독부 기관지 《매일신보》의 발행인 겸 편집인을 역임했으며 1920년부터 1921년까지 《매일신보》 편집국장 및 외교부장, 지방부장 겸임 이사를 역임했다. 1921년 1월 13일 대정친목회 이사로 임명되었고 1922년 11월 26일 대정친목회 감사로 임명되었다. 1923년 3월 28일 조선서적인쇄주식회사 창립총회에서 취체역으로 선출되었으며 1925년 1월부터 1926년 8월까지 동민회 평의원, 1926년 11월부터 1929년 5월까지 동민회 이사 겸 평의원을 역임했다.
1932년 5월 31일 조선방송협회 중임 이사로 임명되었으며 1936년 6월 3일부터 1939년 6월 2일까지 조선총독부 중추원 참의를 역임했다. 1937년 조선방송협회 이사를 역임했으며 1938년 3월 10일 잡지 《동양지광》의 창립 발기인으로 참여했다. 1938년 5월 5일 매일신보사 주최로 열린 《본보(매일신보) 성장의 회고: 본사(매일신보사) 선배의 좌담회》에 참석했으며 1939년 2월 동양지광사 이사를 역임했다. 1939년 조선축산주식회사 감사와 조선서적인쇄주식회사 전무를 역임했으며 1940년 시국대응전선사상보국연맹의 경성지부 고문을 역임했다.
1941년 8월 25일에 열린 임전대책협력회 결성식에 참석했으며 조선임전보국단 발기인(1941년 10월)과 조선사회사업협회 평의원(1941년 11월)을 역임했다. 1941년 3월 잡지 《삼천리》에 〈부여 성지 근로봉사기〉, 1941년 7월 잡지 《신시대》에 〈지나사변과 나의 각오〉를 기고했고 1942년 2월 잡지 《조광》에 〈대동아전과 우리의 결의〉를 기고했다.
1943년 7월 이후부터 조선영화제작주식회사 취체역을 역임했고 1943년 12월 7일 지원병익찬회 동대문위원회가 개최한 지원학도위안회에서 부형 대표로 연설했다. 1944년 조선서적인쇄회사 취체역을 역임했으며, 같은 해 6월 국민총력조선연맹 평의원으로 선임되었다.
광복 이후인 1945년 10월 1일 미 군정이 조선서적인쇄주식회사 사장을 역임했으며, 1949년 반민족행위특별조사위원회에 불구속 송치되기도 했다. 한국 전쟁 때인 1950년 8월 6일 납북되었으며, 1955년 9월 30일 실종 처리되었다.
친일파 708인 명단의 중추원 부문, 민족문제연구소의 친일인명사전 수록자 명단의 중추원, 언론/출판 부문, 친일반민족행위진상규명위원회가 발표한 친일반민족행위 705인 명단에 포함되었다.

## 같이 보기
- 매일신보

## 참고자료
- 친일반민족행위진상규명위원회 (2009). 〈방태영〉. 《친일반민족행위진상규명 보고서 Ⅳ-7》. 서울. 636~669쪽.